# Famille Nairac
Pour les articles homonymes, voir Nairac.
La famille Nairac est une famille française, originaire du Tarn, qui a prospéré dans le négoce et le commerce maritime à Bordeaux, aux Mascareignes et à Amsterdam aux XVIIIe et XIXe siècles.

## Histoire
Les Nairac, de tradition protestante, étaient forgerons, puis armuriers, à Gijounet (Tarn) aux XVIe et XVIIe siècles.
Au XVIIIe siècle, ils se lancèrent avec succès dans le raffinage de sucre, le négoce, et l'armement maritime à Bordeaux dont celui des navires négriers.
David Nairac, maitre serrurier à Gijounet, marié vers 1625 avec Judith Calvet, eut trois fils auteurs de trois branches :
- Philippe Nairac (1628-1708), armurier à Gijounet, auteur de la branche ainée, implantée à Bordeaux vers 1750, puis à Maurice vers 1830, dont postérité patronymique à Maurice et à Bordeaux
- Jean Nairac (1634-1706), armurier à Gijounet, auteur de la branche cadette, implantée à Bordeaux à partir de 1720
- Alexandre Nairac (1646-1712), marchand à Castres (Tarn), auteur de la troisième branche, qui se partagea entre Castres et Bordeaux à partir de 1670.

La famille (de) Nairac laisse une riche correspondance qui instruit l'historiographie sur la traite négrière et les politiques de négoce colonial.

## Branche de Philippe Nairac
Philippe Nairac (1628-1708) à partir de Bordeaux, travaillait dans le négoce des denrées coloniales en lien avec son fils Guillaume Nairac installé à Amsterdam, aux Provinces-Unies. Parmi ses descendants se trouve Guillaume Jean Jacques Nairac (1787-1845), politicien néerlandais, et Edouard Nairac (1876-1960)  homme politique mauricien.

## Branche de Jean Nairac
Jean Nairac (1634-1706) est entre autres le père de Antoine Paul Nairac (1694-1759), raffineur et armateur à Bordeaux (dont une expédition négrière). Ce dernier se marie en 1723 avec Suzanne Roullaud, fille d'un important négociant à la Rochelle, qui commerce avec les Antilles et le Canada. Trois de leurs fils développent avec succès le commerce maritime, et notamment l'armement négrier, et un va s'investir dans les plantations coloniales à Bourbon.

### Pierre Paul Nairac (1732-1812)
Pierre Paul Nairac donne à son fils, Paul Nairac, un précepteur lettré (et futur abolitionniste) Jean-Paul Marat venu de Suisse. Paul Nairac fait sa médecine à Bordeaux, épouse en 1760 Jeanne Barbe Wetter, fille du négociant suisse Jean Rodolphe Wetter, puis monte à Paris en 1762.

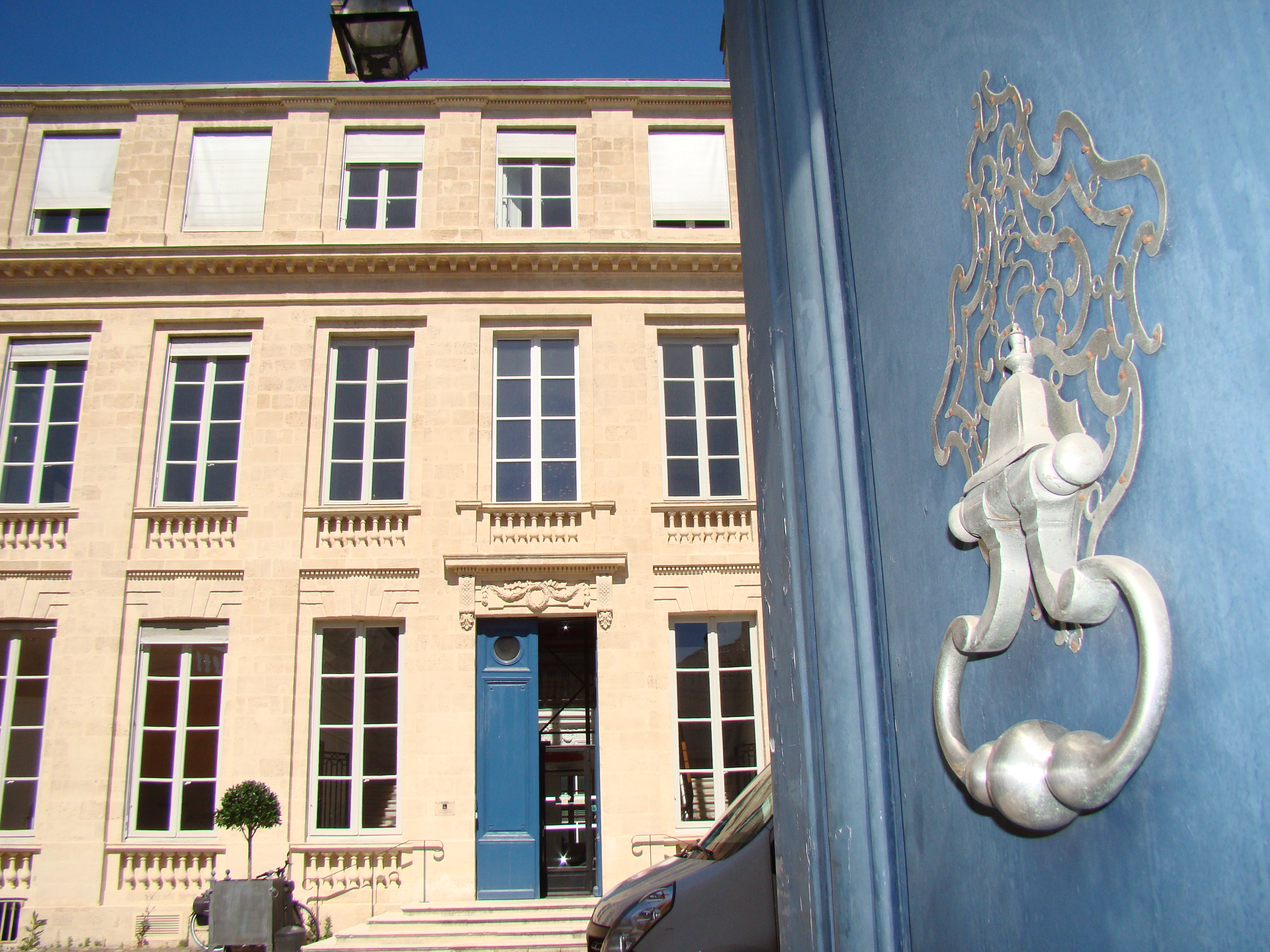
L'hôtel Nairac à Bordeaux.

Pierre-Paul Nairac fut armateur et raffineur, associé à son frère Élisée I et à son fils Laurent Paul. Il possédait une flotte de quatre navires, dont trois navires négriers, et deux raffineries de sucre dans le quartier Sainte-Croix à Bordeaux. Il fut député du tiers-état aux États généraux de 1789, qui tenait à l'Exclusif colonial. Appuyé par les députés de l'Assemblée constituante et des commerçants, Pierre Paul Nairac prit la parole pour argumenter pour la liberté commerciale.
Grâce à l'argent du négoce et de la traite négrière, il fit construire entre 1775 et 1777 un hôtel particulier à Bordeaux, dénommé Hôtel Nairac, selon les plans dressés par l'architecte Victor Louis. Le coût de l'opération fut de 233 000 livres. Nairac revendit cet hôtel particulier à des négociants en 1792.

### Élisée Étienne Nairac (1734-1791)

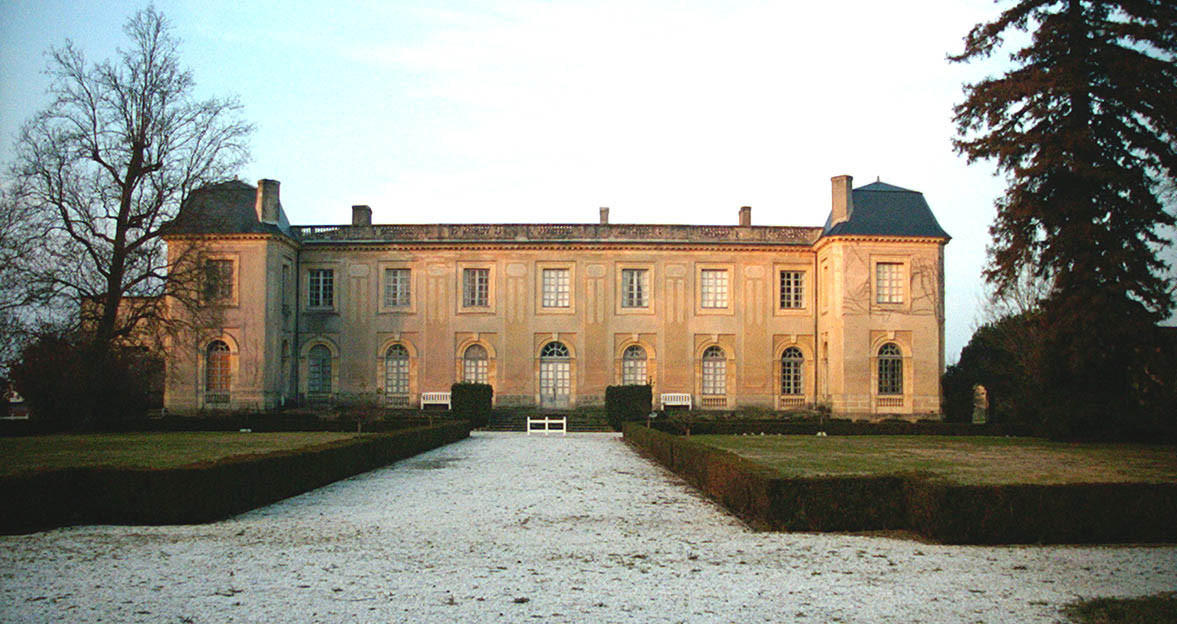
Chateau Nairac à Barsac, Gironde.

Frère cadet du précédent, Élisée Nairac père rejoint en 1790 la franc-maçonnerie bordelaise dans la loge « L'Amitié ». Il fait construire en 1786 le château Nairac à Barsac, en Gironde sur un domaine qui appartenait à Elisabeth Prost, la fille d'un planteur de Saint-Domingue, actuelle Haïti.
Il avait fondé en 1767 avec son frère, Paul II, la société « Paul Nairac et fils aîné » que son fils Élysée II reprit.
Elisée Nairac meurt en 1791 et deux de ses filles, Henriette (1765-1837) et Émilie (1766-1834) héritent du domaine. Elles restent célibataires, et dirigent le domaine jusqu’à leur décès. En 1837, les héritiers Nairac le vendent à Bernard Capdeville.

### Antoine Henri Nairac (1735-1811)
Antoine Henri (ou Henry) naît à Bordeaux en 1735. Vers 1760, il épouse Anne O'Connor, comtesse à Dublin. Avec elle, il aura deux enfants qui naissent à Dublin : Suzanne Nairac (1761-1829) et Richard Henry Nairac (1763-1831).

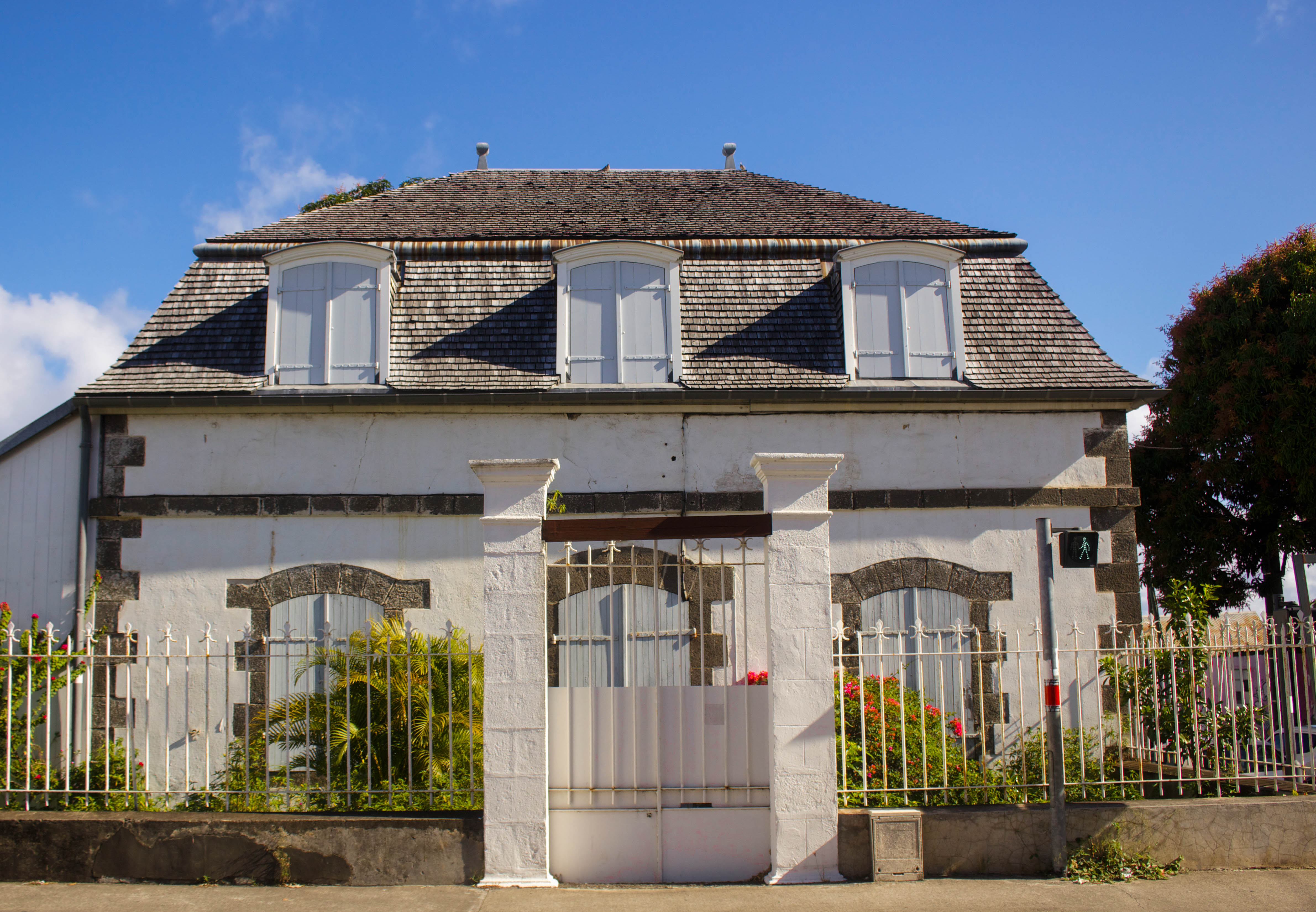
La Maison de maître construite pour Henry Nairac à Saint-Pierre de La Réunion.

Antoine Henri part ensuite s'installer aux Mascareignes, et en particulier à Saint-Pierre, à Bourbon, où il a obtenu le poste de garde-magasin pour le Roi. Cette fonction très enviée et très lucrative lui permet de jouer un rôle de banquier auprès des habitants en leur avançant certaines marchandises. Il acquiert deux habitations agricoles à Saint-Pierre : au Tampon et à Ravine Blanche. Ses domaines agricoles recensent 180 esclaves à Saint Pierre en 1779,  puis 400 esclaves une dizaine d'années plus tard.
Il matérialise sa réussite économique et sociale par la construction d'une maison prestigieuse dans le centre de Saint Pierre (actuelle Maison Adam de Villiers).
Son fils Richard Henry le rejoint à Bourbon et, en 1785, celui-ci épouse à Saint-Denis Marianne Barbe de Lanux, famille créole de planteurs et négriers installée depuis trois générations dans la colonie. Puis c'est sa fille Suzanne, veuve d'un officier irlandais, qui vient s'installer à Bourbon. Sur place, elle épouse à Saint Pierre en 1788, Henry Marie Salaun de Kerbalanec, noble breton, ancien officier devenu négociant et planteur.
Henry Paul Nairac possède probablement aussi des terres au Gol à Saint Louis où, en 1785, le Libre de couleur François Taochy lui revend l'intégralité de ses esclaves. Son fils Richard Henry rachètera pour sa part l'habitation de Maison Rouge.

### Jean-Baptiste de Nairac (1738-1817)
Jean-Baptiste Nairac, né à Bordeaux, s'établit à La Rochelle comme négociant. Il épouse le 23 août 1761 Marie Belin, fille de Claude Étienne Belin, l'un des plus importants armateurs et négriers rochelais.
En 1773, il est syndic de la chambre de commerce de La Rochelle. Le 24 germinal an V, le département de la Charente-Inférieure l'envoie siéger au Conseil des Cinq-Cents. Il est sénateur sous l'Empire.
Il est anobli pour avoir pratiqué la traite et, assez logiquement, est réticent en son temps à l'abolitionnisme, ne s'intéressant qu'au profit ou à la banqueroute - et de loin aux problèmes coloniaux ; il s'exprima en ces termes le 9 janvier 1790 : « Si la politique condamne celle des Amis des Noirs, l'humanité est forcée de leur rendre hommage (...) cette société attaquée de toute part, est au moment de s'anéantir absolument (...) cela n'empêche pas que ses principes trop propagés ne puissent accélérer une révolution dans nos colonies qui les anéantirait dans le sang de ses habitants, tant blancs que noirs »

## Traites négrières et plantations coloniales

### Traite négrière
Une première expédition de traite est effectué par Paul Nairac père avec son navire le Phoenix. Le 30 novembre 1740, celui-ci quitte Bordeaux pour la Guinée, où il charge des captifs afin de les revendre à Saint-Domingue. Le navire revient à Bordeaux le 27 septembre 1742. Ses trois fils vont ensuite grandement développer l'activité négrière.

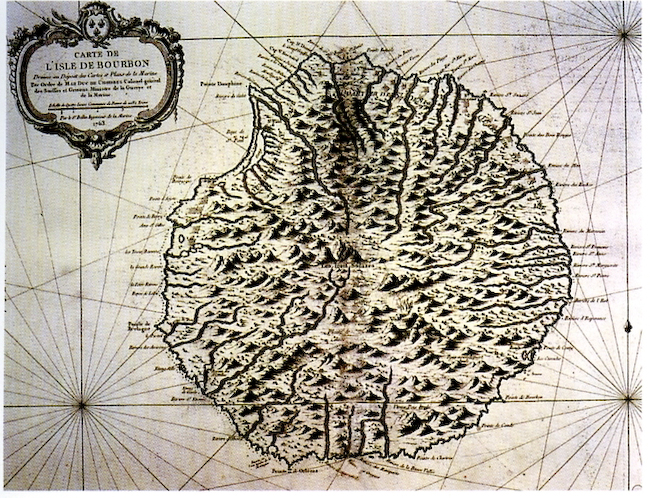
Carte de l'Isle Bourbon, 1753.

De 1764 à 1792, les trois frères Nairac ont organisé 24 expéditions déplaçant 3 250 tonneaux,, expéditions dont 18 déportèrent plus de 8 000 Africains,, ce qui les place en tête des négriers bordelais.
Ils étaient propriétaires de plusieurs navires : le plus gros vaisseau de Bordeaux, Le Pactole (900 tonneaux) qui portait bien son nom, Le Maréchal de Duras (400-500 tonneaux), Le Neptune (400-500 tonneaux), Le Vengeur (400-500 tonneaux), Le Restaurateur (400-500 tonneaux) et Le Roitelet de mers (80 tonneaux),.
Elisée II, fils d'Elisée Étienne, poursuivit les activités négrières de son père, lors de la reprise bordelaise des années 1802-1804.

### Plantations coloniales
Ils possédaient une plantation (Habitation Nairac) en 1786, à l'île Bourbon (St-Pierre de la Réunion), dans la région du Tampon actuel, qui comprenait 414 esclaves dont 98 enfants, 2 invalides, 24 domestiques, etc.
Ils possédaient aussi plusieurs habitations à Saint-Domingue, et seront nombreux en 1826 à recevoir des indemnités pour les propriétés qu'ils y possédaient.